# Şəkərabad
Şəkərabad è un comune dell'Azerbaigian situato nel distretto di Babək.